# Лёпер, Вильхельм
Вильхельм Аксель Ульфссон Лёпер (швед. Wilhelm Axel Ulfsson Loeper; род. 30 марта 1998, Швеция) — шведский футболист, полузащитник клуба «Хельсингборг».

## Клубная карьера
Является воспитанником клуба «Юргордена». В его составе прошёл весь путь от детских команд до юниорской. В 2016 году стал привлекаться к тренировкам с основной командой. 26 сентября впервые попал в официальную заявку клуба на матч Алльсвенскана против «Норрчёпинга», но на поле не появился. По итогам сезона 2017 года был признан лучшим молодым игроком года в «Юргордене».
В конце января 2018 года перешёл в «Арамейска-Сюрианска», подписав с клубом контракт, рассчитанный на два года. Первую игру в его составе провёл 7 апреля 2016 года против «Рюннинге» в рамках первого шведского дивизиона. 16 июня во встрече с «Линчёпинг Сити» забил первый гол в профессиональной карьере, что не спасло его команду от поражения. По итогам сезона «Арамейска-Сюрианска» заняла 14-ю строчку в турнирной таблице и вылетела во второй дивизион, а Лёпер покинул команду.
15 февраля 2019 года подписал трёхлетний контракт с «АФК Эскильстуна», выступающей в Алльсвенскане. 31 марта в игре первого тура против «Гётеборга» Лёпер дебютировал в чемпионате Швеции, заменив на 90-й минуте Денни Авдича. По итогам сезона клуб занял последнюю строчку в турнирной таблице и вылетел в Суперэттан. После сезона 2020 года не стал продлевать завершившийся контракт с командой.
12 февраля 2021 года стал игроком «Хельсингборга», подписав соглашение на три года. Впервые в футболке нового клуба появился во встрече группового этапа кубка страны с «Гаутиодом». В Суперэттане принял участие в 28 матчах, в которых забил 3 мяча. В итоговой турнирной таблице «Хельсингборг» занял третью строчку и попал в стыковые матчи. В ответной встрече он забил гол, чем помог своей команде одержать верх в двухматчевом противостоянии над «Хальмстадом» и выйти в Алльсвенскан.

## Клубная статистика
| Выступление         | Выступление      | Выступление      | Лига | Лига | Кубки | Кубки | Конт. кубки | Конт. кубки | Разное | Разное | Итого | Итого |
| Клуб                | Лига             | Сезон            | Игры | Голы | Игры  | Голы  | Игры        | Голы        | Игры   | Голы   | Игры  | Голы  |
| ------------------- | ---------------- | ---------------- | ---- | ---- | ----- | ----- | ----------- | ----------- | ------ | ------ | ----- | ----- |
| Арамейска-Сюрианска | Дивизион 1       | 2018             | 29   | 3    | 2     | 0     | 0           | 0           | 0      | 0      | 31    | 3     |
| Арамейска-Сюрианска | Итого            | Итого            | 29   | 3    | 2     | 0     | 0           | 0           | 0      | 0      | 31    | 3     |
| АФК Эскильстуна     | Алльсвенскан     | 2019             | 27   | 1    | 4     | 0     | 0           | 0           | 0      | 0      | 31    | 1     |
| АФК Эскильстуна     | Суперэттан       | 2020             | 29   | 3    | 4     | 0     | 0           | 0           | 0      | 0      | 33    | 3     |
| АФК Эскильстуна     | Итого            | Итого            | 56   | 4    | 8     | 0     | 0           | 0           | 0      | 0      | 64    | 4     |
| Хельсингборг        | Суперэттан       | 2021             | 28   | 3    | 4     | 0     | 0           | 0           | 2      | 1      | 34    | 4     |
| Хельсингборг        | Итого            | Итого            | 28   | 3    | 4     | 0     | 0           | 0           | 2      | 1      | 34    | 4     |
| Всего за карьеру    | Всего за карьеру | Всего за карьеру | 113  | 10   | 14    | 0     | 0           | 0           | 2      | 1      | 129   | 11    |